# Masaczusetowie
Masaczusetowie (ang. Massachusetts, skąd nazwa stanu) – wymarłe plemię Indian Ameryki Północnej z algonkińskiej rodziny językowej zamieszkujące okolice dzisiejszego Bostonu. 
John Smith wspominał w 1614, że Masaczusetowie zamieszkiwali 11 wiosek na wybrzeżu. Unikali konfliktów z pierwszymi kolonistami europejskimi. Ich największymi wrogami byli nie Europejczycy, a przywleczone przez nich choroby. Gdy większość Masaczusetów wymarła, pozostali przyłączyli się do tzw. „modlących się Indian”, czyli nawróconych na chrześcijaństwo członków nieistniejących dziś plemion Natick, Ponkapog i Nonantum, gdzie zatracili odrębność plemienną.
Crispus Attuck, zabity w czasie masakry bostońskiej i uważany za pierwszą ofiarę wojny o niepodległość Stanów Zjednoczonych, pochodził z mieszanej rodziny (matka była Murzynką, ojciec Masaczusetem).
Nazwa plemienia przetrwała w nazwie stanu Massachusetts i zatoki Massachusetts.